# Fairfield megye (Dél-Karolina)
Fairfield megye az Amerikai Egyesült Államokban, azon belül Dél-Karolina államban található. Megyeszékhelye és legnagyobb városa Winnsboro. Lakosainak száma 20 948 fő (2020. április 1.). Fairfield megye Chester, Lancaster, Kershaw, Richland, Newberry és Union megyékkel határos.

## Népesség
A megye népességének változása:
| Lakosok száma | 23 850 | 23 563 | 23 338 | 23 109 | 22 747 | 20 948 |
|               | 2010   | 2011   | 2012   | 2013   | 2015   | 2020   |